# Claudio Pazienza
Pour les articles homonymes, voir Pazienza.
 (janvier 2023).
La mise en forme du texte ne suit pas les recommandations de Wikipédia : il faut le « wikifier ».
Les points d'amélioration suivants sont les cas les plus fréquents. Le détail des points à revoir est peut-être précisé sur la page de discussion.
- Les titres sont pré-formatés par le logiciel. Ils ne sont ni en capitales, ni en gras.
- Le texte ne doit pas être écrit en capitales (les noms de famille non plus), ni en gras, ni en italique, ni en « petit »…
- Le gras n'est utilisé que pour surligner le titre de l'article dans l'introduction, une seule fois.
- L'italique est rarement utilisé : mots en langue étrangère, titres d'œuvres, noms de bateaux, etc.
- Les citations ne sont pas en italique mais en corps de texte normal. Elles sont entourées par des guillemets français : « et ».
- Les listes à puces sont à éviter, des paragraphes rédigés étant largement préférés. Les tableaux sont à réserver à la présentation de données structurées (résultats, etc.).
- Les appels de note de bas de page (petits chiffres en exposant, introduits par l'outil «  Source ») sont à placer entre la fin de phrase et le point final[comme ça].
- Les liens internes (vers d'autres articles de Wikipédia) sont à choisir avec parcimonie. Créez des liens vers des articles approfondissant le sujet. Les termes génériques sans rapport avec le sujet sont à éviter, ainsi que les répétitions de liens vers un même terme.
- Les liens externes sont à placer uniquement dans une section « Liens externes », à la fin de l'article. Ces liens sont à choisir avec parcimonie suivant les règles définies. Si un lien sert de source à l'article, son insertion dans le texte est à faire par les notes de bas de page.
- La présentation des références doit suivre les conventions bibliographiques. Il est recommandé d'utiliser les modèles {{Ouvrage}}, {{Chapitre}}, {{Article}}, {{Lien web}} et/ou {{Bibliographie}}. Le mode d'édition visuel peut mettre en forme automatiquement les références.
- Insérer une infobox (cadre d'informations à droite) n'est pas obligatoire pour parachever la mise en page.

Pour une aide détaillée, merci de consulter Aide:Wikification.
Si vous pensez que ces points ont été résolus, vous pouvez retirer ce bandeau et améliorer la mise en forme d'un autre article.
Cinéaste et producteur, Claudio Pazienza est né en 1962 à Roccascalegna, en Italie. Ses films mélangent volontiers enquête documentaire et écriture fictionnelle. Se situant aux frontières du cinéma expérimental, du journal filmé et de l'essai cinématographique, Claudio Pazienza propose un cinéma ouvert dont les critiques se plaisent à souligner l'aspect  "ouvert" et "ludique" voire, quelquefois, "oulipien",. Il vit et travaille à Bruxelles.

## Biographie
Claudio Pazienza arrive, à l'âge d'un an, dans la province de Limbourg, dernière région minière de Belgique. Fils de mineur lui-même, il grandit ainsi à Eisden au sein d'une fratrie de cinq enfants. Il y reçoit son instruction primaire dans une école italo-flamande créée par des missionnaires italiens avant d'obtenir le grade de bachelier à l'École européenne de Mol. En 1980, il s'inscrit à l'Université libre de Bruxelles. Dans cette université  francophone et laïque, il opte d'abord pour des études de sociologie avant de bifurquer vers l'anthropologie, tout en suivant des cours à la faculté d'Histoire de l'art et en faisant du théâtre amateur. A la même époque, il fréquente assidument la Cinémathèque royale de Belgique. Il y suit régulièrement les cours de Hadelin Trinon et d'André Vandenbunder (nl).
Diplômé en ethnologie européenne en 1985, il s'initie au cinéma en autodidacte en réalisant divers courts-métrages en Super 8. En 1991, La Sept, qui deviendra ensuite Arte France, soutient son premier projet de documentaire, Sottovoce, tourné dans son village natal des Abruzzes et achevé en 1993. Par la suite, c'est la même chaîne audio-visuelle qui lui passe commande plusieurs soirées thématiques et co-produit, quelquefois avec la RTBF, une bonne partie de sa filmographie. En 1998, il fonde sa propre maison de production, Komplot films etc. sprl.
Comme le souligne Jacques Kermabon en 2003, c'est ainsi souvent dans le cadre de commandes destinées à une diffusion télévisuelle que l'auteur développe une œuvre hybride qui déborde, récuse et subvertit largement la syntaxe et l' "objectivité" du documentaire traditionnel.  
Cette même année 2003, la BPI (Bibliothèque Publique d'Information) du Centre Pompidou consacre à un Claudio Pazienza déjà primé de multiples fois une première rétrospective.
En parallèle avec son activité de cinéaste, Claudio Pazienza mène une démarche pédagogique à travers des ateliers ou des cours dans diverses écoles de cinéma ou d'art.

## Filmographie
- 1985 : L'Arteriosclerosi del nonno /l'Artériosclérose du grand-père
- 1988 : Oggi è primavera / C'est le printemps
- 1991 : Un pó di febbre / Un peu de fièvre
- 1993 : Sottovoce /A voix basse
- 1995 : De bouche à oreille
- 1997 : Tableau avec chutes
- 1997 : Panamarenko, portrait en son absence
- 1997 : La complainte du Progrès
- 1999 : Esprit de bière
- 2000 : Oedipus Rex
- 2000 : Ya Rayah
- 2002 : Mic Mac
- 2002 : L'Argent raconté aux enfants et à leurs parents
- 2004 : Les Îles Aran
- 2007 : Scènes de chasse au sanglier
- 2009 : Archipels Nitrate
- 2011 : Exercices de disparition

Comme cela a été dit, Doc.net Films  a édité en 2012 Claudio Pazienza. Fragments d'une œuvre, coffret anthologique regroupant en trois DVD Tableau avec chutes, Esprit de bière, L'Argent raconté aux enfants et à leurs parents, Scènes de chasse aux sangliers et Exercices de disparition. Le coffret contient également un livret reprenant, entre autres, une nouvelle version du texte de Jean-Paul Curnier paru en 2010 dans le numéro 67/68 de la revue Images documentaires consacré à l'auteur.

## Prix
- pour Un pó di febbre / Un peu de fièvre :
  - Prix Fuji et Prix Procirep de la première oeuvre au Festival de Villeurbanne, 1991
  - Grand Prix au Festival de Montréal, 1992
  - Prix du Jury au Festival de Pantin, 1992
  - Prix à la Qualité, CNC.

- pour Sottovoce :
  - Prix de la Première Œuvre au festival Filmer à Tout Prix, Bruxelles, 1993
  - Prix du meilleur film à SulmonaCinema, Sulmona, Italie, 1993
  - Prix Scam Maeterlinck Découvertes, Bruxelles, 1994.

- pour Tableau avec chutes :
  - Mention spéciale au XVIII Festival AVART, Locarno, 1997
  - Deuxième Prix - Traces de vies - Clermont-Ferrand, 1997
  - Prix Scam Découvertes, SCAM, Paris, 1998
  - Vela D'Oro, Premier Prix à AdriaticoCinema, Rimini, 1998
  - European Documentary Award - Prix Arte. Londres, 1998.

- pour Esprit de bière :
  - Mention au festival Filmer à Tout Prix, Bruxelles, 2000.

- pour Ya Rayah :
  - Studio Universal Award, Festival Arcipelago, Rome, 2001
  - Prix du Meilleur Film Expérimental (ex-aequo), Festival Saarlorlux, Saarbrucken 2001
  - Viper International Award for film & video.  Bâle 2001.

- pour L'Argent raconté aux enfants et à leurs parents :
  - Mention au festival Filmer à Tout Prix, Bruxelles, 2002.

- pour Scène de chasse au sanglier :
  - Prix du Jury, TSR – Idée suisse. Visions du Réel, Nyon, 2007
  - Prix du Film Long, Écrans Documentaire, Arcueil, 2007
  - Prix de la Création,  Traces de Vies, Vic Lecomte, 2007
  - Etoile de la Scam, Paris 2008
  - Prix des auteurs de la Scam, Filmer à tous prix, Bruxelles 2008
  - Prix de l’œuvre de l’année, Meilleur Documentaire, SCAM - Paris, 2008.

- pour Archipels Nitrate :
  - Prix FIFA / Festival International sur l’ART – Montréal 2010.

- pour Exercices de disparition :
  - Prix du Jeune Public – Cinéma du réel, Paris, 2011.